# Бяла-Слатина
Бяла-Слатина (болг. Бяла Слатина) — город в Болгарии. Находится в Врачанской области, входит в общину Бяла-Слатина. Население составляет 11 289 человек (2022).

## Политическая ситуация
Кмет (мэр) общины Бяла-Слатина — Венцислав Велков Василев (Болгарская социалистическая партия (БСП)) по результатам выборов.

## Известные уроженцы
- Данчев, Димитр (1912—?) — шахматист.
- Димитрова, Блага Николова (1922—2003) — болгарская писательница, поэтесса, литературный критик, вице-президент Болгарии в 1992—1993 годах.
- Хрелков, Николай (1894—1950) — поэт, переводчик и публицист. Лауреат Димитровской премии